# Sv. Nicet
Sv. Nicet, kršćanski svetac. Ne zna se puno o njegovu životu. Do njegova postavljanja za biskupa ne zna se ništa o njemu. U pokrajini Bitiniji bio je biskup u gradu Apoloniji u vrijeme dok je Bizantom vladao car Lav V. (vladao 813. – 820.). Car se žestoko borio protiv štovanja svetih slika i/ili ikona. Izrekao je zabranu njihova štovanja koja je važila za cijelo njegovo carstvo. Biskup Nicet je bio protivan tome, žestoki pristaša štovanja svetih slika i svetaca općenito. Vlast ga je više puta opomenula i naposljetku svrgnula s biskupske stolice i prognala. Umro je u zatvoru na 20. ožujka. Taj dan se uzima za njegov blagdan.

## Vanjske poveznice
- Catholic.org Saint Nicetas